# Théoden
Théoden és un personatge fictici de la Terra Mitjana, l'univers de J.R.R. Tolkien.
Fou el dissetè rei de Ròhan, l'últim de la segona dinastia. Fill gran d'en Thénguel, va esdevenir rei després de la mort del seu pare l'any 2980 T.E. La seva germana Théodwyn vivia amb ell al palau d'Édoras, i després que ella i el seu marit morissin, va adoptar els seus fills Éomer i Éowyn com a propis. També va tenir un fill: Théodred.
Durant els fets de la Guerra de l'Anell, Théoden feia trenta anys que era rei. Era mal aconsellat pel seu conseller Grima (o Llenguadeserp, com el solien anomenar), que secretament treballava a les ordres d'en Sàruman el Blanc. Seguint les indicacions d'en Grima, el rei havia descuidat els perills que envoltaven el regne, i Ròhan es trobava infestat d'orcs i dunlendins que campaven lliurement seguint les ordres d'en Sàruman. Quan el seu fill Théodred va ser ferit de mort en una batalla als Guals del riu Isen, el seu nebot Éomer va esdevenir el seu hereu. Però en Llenguadeserp era enemic d'Éomer, i feu que l'empresonessin. Aleshores, Gàndalf el Blanc i Àragorn van presentar-se al seu palau i el van convèncer perquè alliberés el seu nebot, expulsés en Grima, i liderés dels genets de Ròhan a la Gorja d'en Helm per presentar batalla.
Després de l'enderrocament d'en Sàruman, va conduir els ròhirrim cap a Góndor per ajudar els seus aliats. A la Batalla dels Caps de Pélennor va desafiar el Rei Bruixot, però el seu cavall es va espantar i es va llançar a terra, esclafant Théoden amb el seu pes.
Per donar vida al personatge, Tolkien es va basar en la figura històrica del rei dels visigots Teodoric I. S'hi assimila perquè torna a entrar en combat en persona al final de la seva vida, quan és un rei envellit, davant d'una gran amenaça. En el cas de Teodoric era contra els huns, i en el cas de Théoden contra el perill de Mordor, assimilant els huns amb els orcs.

## Adaptacions
En la versió cinematogràfica de Peter Jackson d'El Senyor dels Anells es desvia en certs punts del text original. En les pel·lícules, en Théoden (interpretat per Bernard Hill) es troba sota els efectes d'un encanteri de Sàruman que l'envelleix artificialment i li controla els pensament, en lloc de ser un simple ancià enganyat a través dels mals consells d'en Llenguadeserp.